# 영암군
영암군(靈巖郡)은 대한민국 전라남도 남서부에 있는 군이다. 동쪽으로 강진군·장흥군·화순군, 서쪽으로 목포시·무안군, 남쪽으로는 해남군, 북쪽으로 나주시와 접한다. 군의 남서부에 위치한 삼호읍에는 대불산업단지가 조성되어 현대삼호중공업 본사가 있고, 코리아 인터내셔널 서킷에서 포뮬러 원 코리아 그랑프리가 개최되었다. 군청 소재지는 영암읍이고, 행정구역은 2읍 9면이다. 낭주 최씨 가 이곳을 본관으로 하고 있다.

## 역사
삼한시대에 마한(馬韓)의 세력 아래에 있다가, 삼국 시대에는 백제의 영역에 속하였으며, 백제의 대외무역항이 있었다. 왕인 박사가 왜로 출항한 것으로 알려져 있다.
- 백제 시대 : 월내군(月奈郡)
- 757년 (신라 경덕왕 16) : 영암군
- 995년 (고려 성종 14) : 낭주군(朗州郡)이라 개칭하였다.
- 1096년 (고려 현종 9) : 다시 영암군이 되었다.
- 1895년 6월 23일(음력 윤5월 1일) : 나주부 영암군으로 개편하였다.[3]
- 1896년 8월 4일 : 전라남도 영암군으로 개편하였다.[4]
- 1914년 4월 1일 : 11면으로 개편하였다.[5]

| 조선총독부령 제111호 |             |                                                                                |
| 구 행정구역 | 신 행정구역 | 신 행정구역                                                                    |
| 영암군 군시면(郡始面) 교리/동리, 남풍리, 동외리/무학리/동문내리, 서문내리/남문내리, 탑동/용흥리/(군종면) 만벽동/반학동, 역리, 비석리/잠곡리/신풍리/수양리/남춘동/(군종면) 방하교리/석길리, 회의촌리/녹문리 | 영암면      | 교동리, 남풍리, 동무리, 서남리, 용흥리, 역리, 춘양리, 회문리                   |
| 영암군 군종면(郡宗面) 영신기리/영신동리/용계리/장동리/(군시면)내동리/사자리/월비리/개월리/쌍정리, 농은정/백운정/둔덕정/농내리/월정리, 족자동/신복촌/대야천/월등/괴동, 호음정리/후정리/해정리/덕촌리, 유정리/무덕정/회하정/반석정/영춘정/신석정, 고춘동/원교리/월송정/구상리/반송정/학동, 서당동/광대동/평촌리/상촌리/신사동/각동리/내촌리 | 영암면      | 개신리, 농덕리, 대신리, 망호리, 장암리, 학송리, 한대리                         |
| 영암군 서시면(西始面) | 군서면      | 도장리, 마산리, 성양리, 송평리, 월곡리, 해창리                                 |
| 영암군 서종면(西終面) | 군서면      | 동구림리, 도갑리, 동호리, 모정리, 서구림리, 양장리                             |
| 영암군 금마면(金磨面) | 금정면      | 남송리, 연보리, 용흥리, 쌍효리, 세류리, 아천리, 연소리, 월평리, 청용리         |
| 영암군 원정면(元正面) | 금정면      | 용산리, 안노리, 와운리                                                         |
| 영암군 명산면(命山面) | 시종면      | 만수리, 월악리, 태간리                                                         |
| 영암군 종남면(終南面) | 시종면      | 금지리, 신연리, 신흥리, 옥야리                                                 |
| 영암군 북이시면(北二始面) | 시종면      | 구산리, 내동리, 봉소리, 신학리, 와우리, 월롱리, 월송리, 양호리                 |
| 영암군 북이종면(北二終面) | 신북면      | 금수리, 명동리, 모산리, 월지리, 월평리, 유곡리, 이천리, 장산리, 행정리         |
| 영암군 비음면(非音面) | 신북면      | 갈곡리, 양계리, 학동리                                                         |
| 영암군 북일시면(北一始面) | 북일시면    | 금강리, 노송리, 덕진리, 백계리, 영등리, 영보리, 운암리, 장선리                 |
| 영암군 북일종면(北一終面) | 북일종면    | 구학리, 덕화리, 도포리, 봉호리, 성산리, 수산리, 영호리, 원항리                 |
| 영암군 곤이시면(昆二始面) | 곤이시면    | 금계리, 독천리, 매월리, 묵동리, 상월리, 신덕리, 용산리, 용소리, 은곡리, 학계리 |
| 영암군 곤이종면(昆二終面) | 곤이종면    | 금강리, 몽해리, 성재리, 소산리, 쌍풍리, 엄길리, 장천리, 청용리, 태백리, 화송리 |
| 영암군 곤일시면(昆一始面) | 곤일시면    | 남산리, 두억리, 미암리, 선황리, 신포리, 신한리, 채지리, 춘동리, 호포리         |
| 영암군 곤일종면(昆一終面) | 곤일종면    | 난전리, 동호리, 망산리, 산호리, 삼포리, 서창리, 서호리, 용당리, 용앙리         |
| 무안군 압해면(押海面) | 곤일종면    | 나불리                                                                         |
11면 - 영암면, 북일시면, 북일종면, 시종면, 군서면, 곤일시면, 곤일종면, 곤이시면, 곤이종면, 금정면, 신북면
- 1931년 4월 1일 : 북일시면을 덕진면으로, 북일종면을 도포면으로, 곤이시면을 학산면으로, 곤이종면을 서호면으로, 곤일시면을 미암면으로, 곤일종면을 삼호면으로 각각 개칭하였다.[6]
- 1973년 7월 1일 : 군서면 송평리를 영암면으로, 금정면 용산리를 신북면으로 편입하였다.
- 1979년 5월 1일 : 영암면이 영암읍으로 승격하였다.[7] (1읍 10면)
- 2002년 1월 20일 : 삼호면 서부출장소를 개소하여 삼포리, 용당리를 관할하였다.
- 2003년 5월 1일 : 삼호면이 삼호읍으로 승격하였다.[8] (2읍 9면)

## 지리
영산강 하구가 열리고, 삼포강·영암천(靈巖川)·도갑천(道岬川)·송계천(松溪川) 등 작은 하천들이 영산강으로 흘러들어 좁은 평야들을 형성하는데 평야에 많은 관개용 저수지가 축조되어 농경지가 발달하였다.
- 시종면, 도포면, 미암면 등 간척지가 많고 비교적 낮은 지형이다. 평야가 많아 농경지로 적합한 땅을 이루고 있다.

## 행정 구역

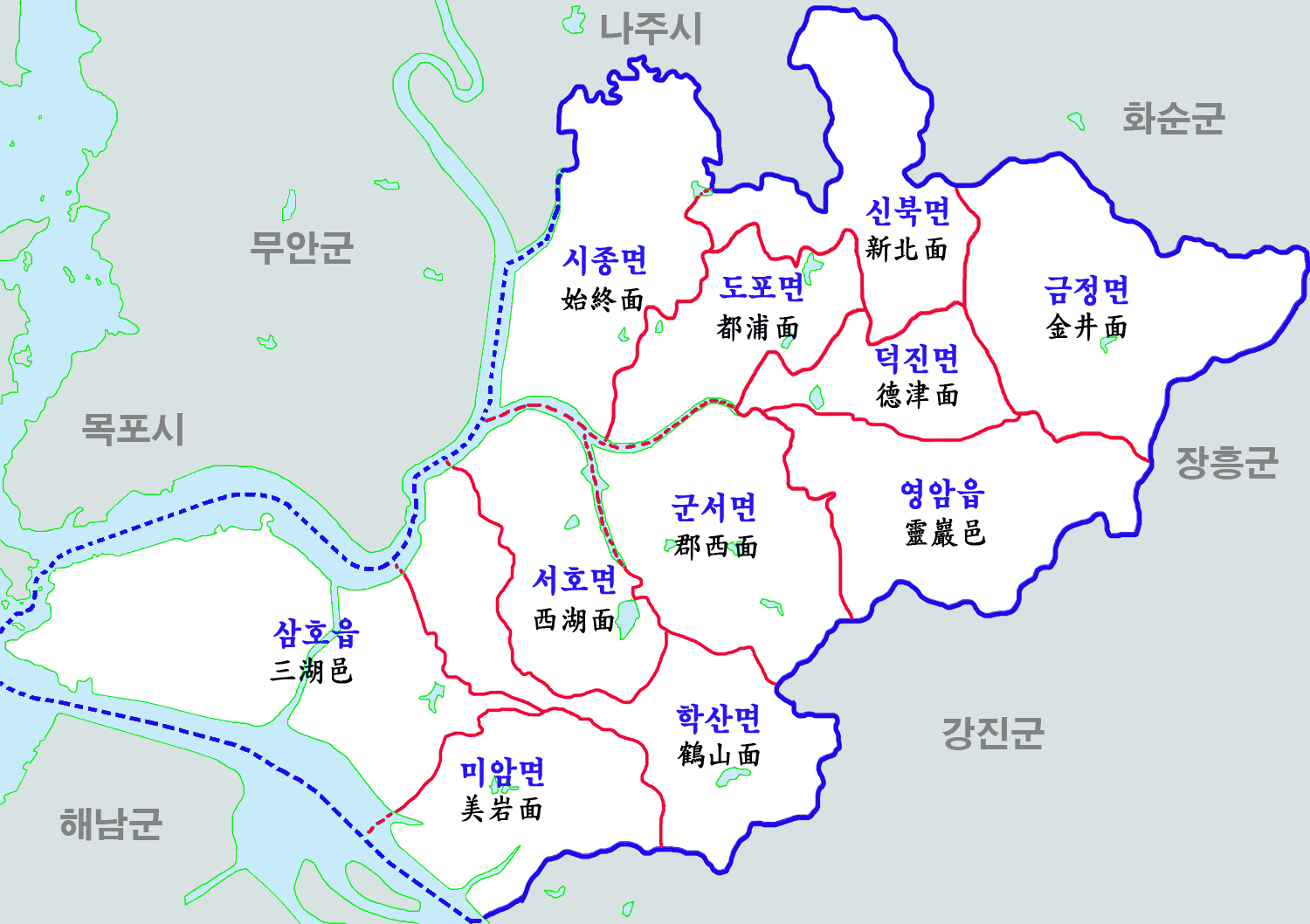
영암군 행정구역

영암군의 행정 구역은 2읍 9면 121법정리 385행정리로 이루어져 있다. 영암군의 면적은 604.24 km2이며, 인구는 2016년 12월 말 주민등록 기준으로 5만7045 명, 2만7190 가구이다.
| 읍면   | 한자   | 면적   | 인구   | 세대   |
| ------ | ------ | ------ | ------ | ------ |
| 영암읍 | 靈巖邑 | 59.7   | 8,831  | 3,872  |
| 삼호읍 | 三湖邑 | 88.5   | 21,982 | 9,413  |
| 덕진면 | 德津面 | 26.2   | 2,018  | 1,105  |
| 금정면 | 金井面 | 72.9   | 2,234  | 1,212  |
| 신북면 | 新北面 | 48.9   | 4,214  | 2,245  |
| 시종면 | 始終面 | 62.0   | 3,979  | 2,232  |
| 도포면 | 都浦面 | 34.9   | 2,453  | 1,354  |
| 군서면 | 郡西面 | 57.2   | 3,461  | 1,795  |
| 서호면 | 西湖面 | 44.0   | 2,138  | 1,130  |
| 학산면 | 鶴山面 | 61.9   | 3,199  | 1,574  |
| 미암면 | 美岩面 | 47.6   | 2,536  | 1,258  |
| 영암군 | 靈巖郡 | 604.24 | 57,045 | 27,190 |

## 인구
영암군의 연도별 인구 추이
| 연;도  | 총인구    |  |
| ------ | --------- |  |
| 1960년 | 123,674명 |  |
| 1966년 | 139,731명 |  |
| 1970년 | 125,848명 |  |
| 1975년 | 118,620명 |  |
| 1980년 | 100,037명 |  |
| 1985년 | 86,287명  |  |
| 1990년 | 68,833명  |  |
| 1995년 | 55,353명  |  |
| 2000년 | 60,343명  |  |
| 2005년 | 61,256명  |  |
| 2010년 | 58,748명  |  |
| 2015년 | 58,137명  |  |

2024년 인구는 약 51,000명으로 삼호읍의 인구는 조금씩 늘고 있으나 타 지역의 인구 감소가 극심하여 전체적인 인구는 줄고 있으며, 50,000명 붕괴 위험도 크다.

## 교통

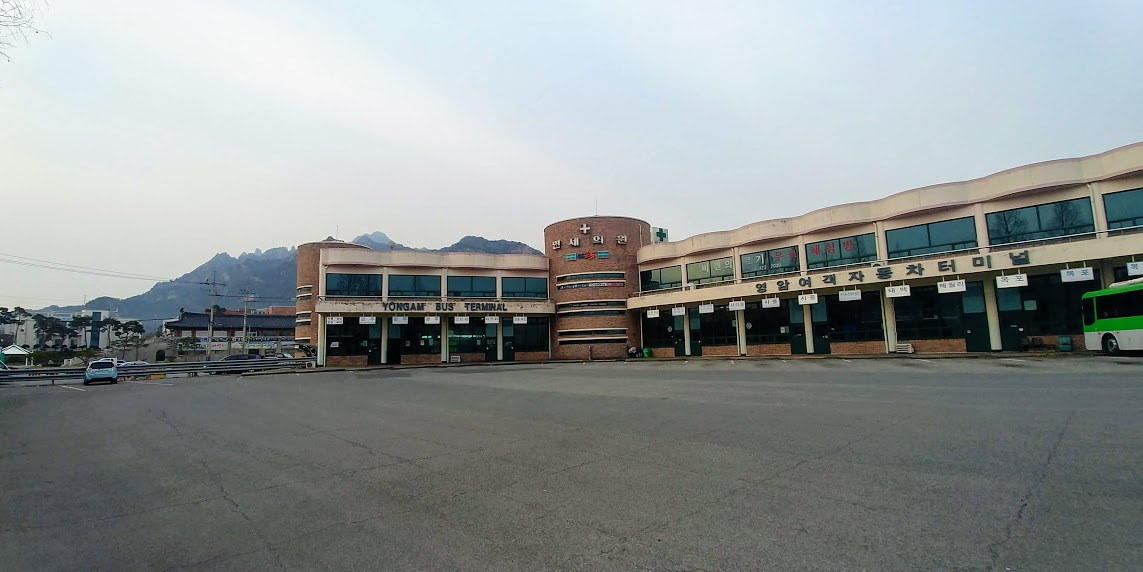
영암 여객 자동차 터미널

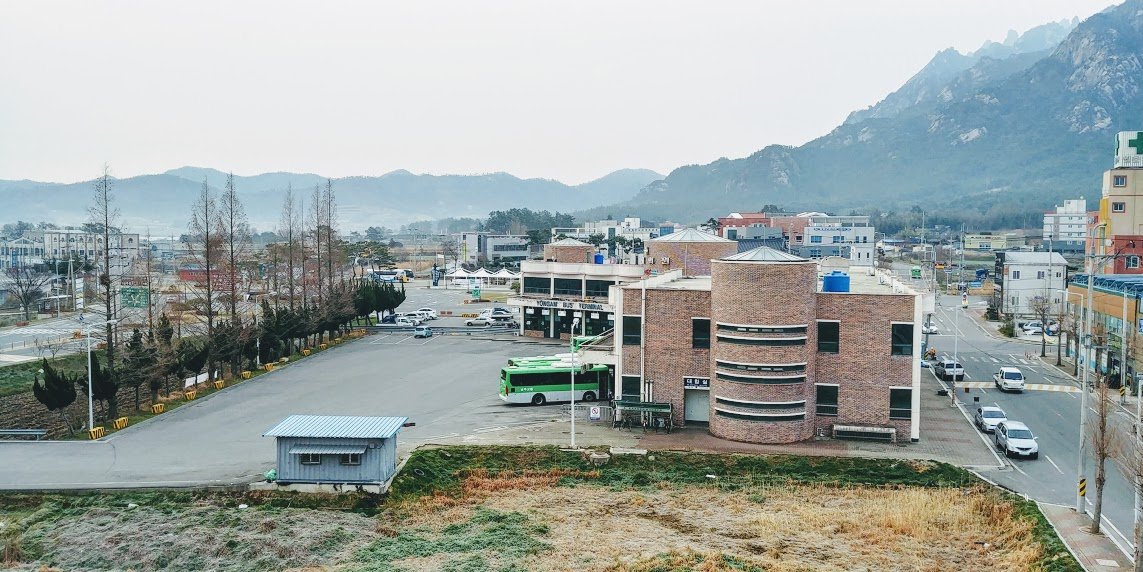
영암 여객 자동차 터미널

- 나주시로부터 국도 제13호선이 남으로 뻗어 영암을 통과해서 해남, 완도까지 이어지고 강진군과의 경계 부근인 성전에서 목포 ~ 순천 방향의 국도 제2호선과 십자로 교차하여 동서와 남북으로 교통이 편리하다. 서영암 나들목, 학산 나들목을 통해 남해고속도로를 이용할 수 있다.

### 항공
- 목포공항이 삼호읍에 있었으나, 항공 사고의 위험이 잦고 대형사고가 발생하여 2007년에 대체 공항인 무안국제공항을 개항하고 폐쇄하였다.

### 철도
- 대불선
- 영암 월출역

### 버스
- 농어촌버스 : 영암군의 농어촌버스
- 시외버스 : 영암시외버스터미널

## 문화·관광
- 영암호

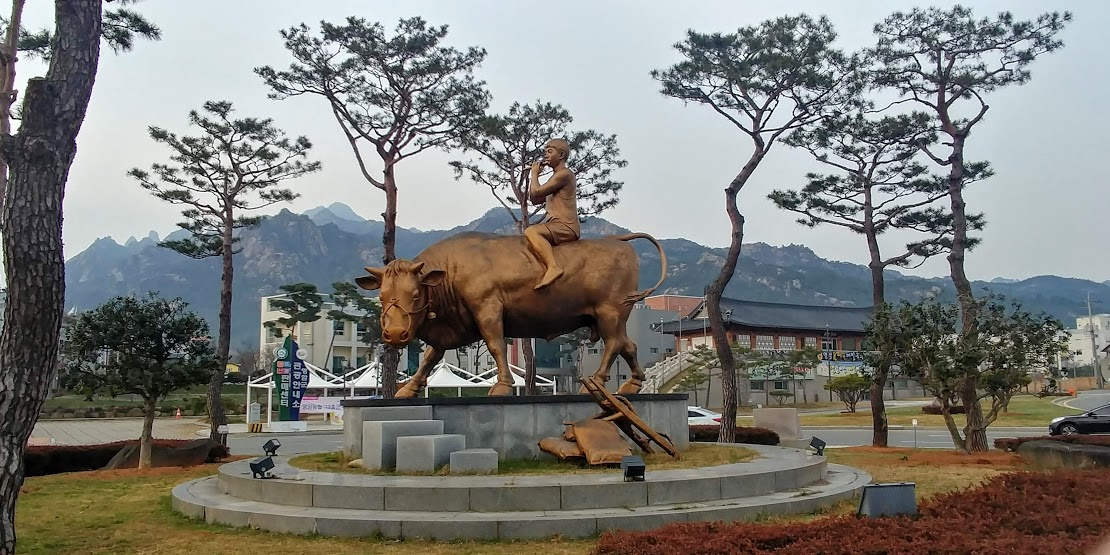
영암읍 교차로의 목동상

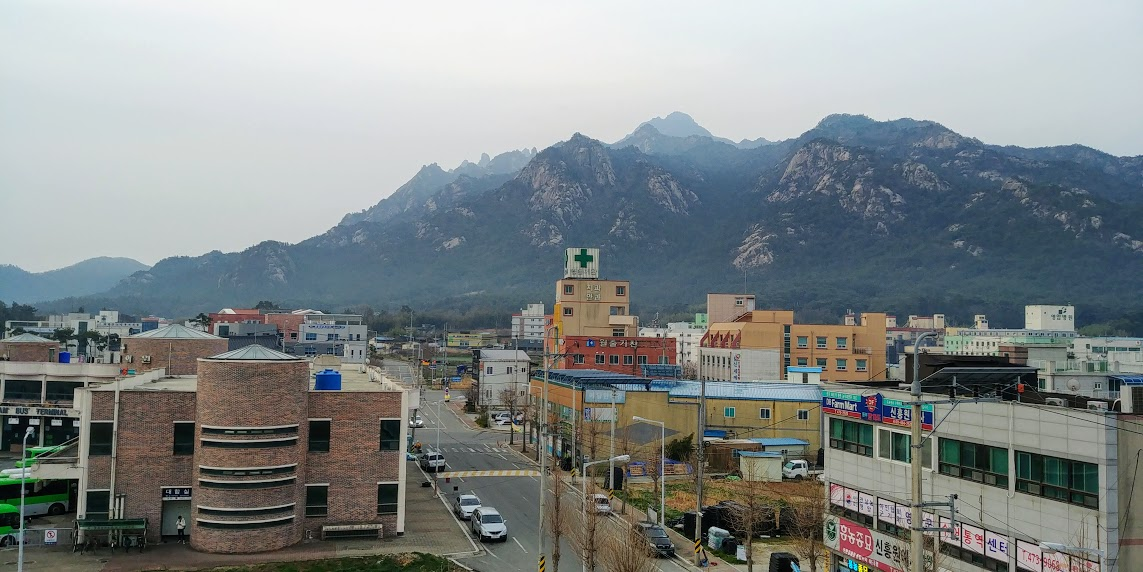
영암읍과 월출산

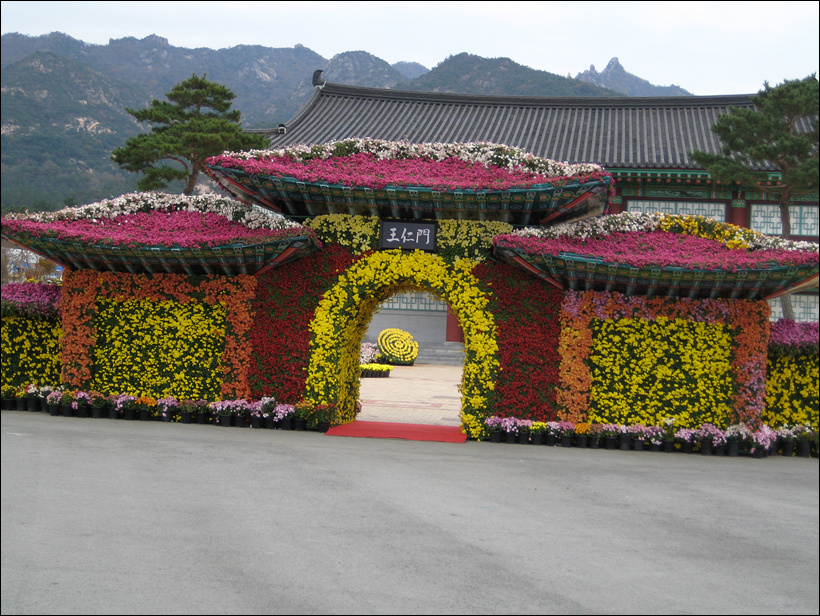
왕인문화축제 조형물

먹이가 풍부한 개펄과 넓은 수면, 따뜻한 기온 때문에 철새들의 이동 통로이자 중간 기착지로서 겨울철새 100여 종 30만 마리 이상이 방문하고 있다. 방조제를 사이로 담수와 해수가 갈려 담수어와 해수어 낚시를 동시에 즐길 수 있는 곳이기도 하다.
- 도기박물관
- 월출산 온천
- 영산호농업박물관
- 코리아 인터내셔널 서킷

삼호읍 삼포리에 있다. 2010년부터 7년 간 코리아 인터내셔널 서킷에서 F1 코리아 그랑프리가 개최되었다.
- 월출산 국립공원

영암군, 강진군에 걸쳐 위치하고 있다
- 구림전통한옥마을

월출산 서쪽 자락에 있다.

### 축제
- 영암왕인문화축제
- 월출산 국화축제

## 기차역
전남 영암군 학산면 은곡리 235-15 영암월출역이 2025년 6월에 생긴다.

## 교육 기관
- 사립대학교

|  | - 세한대학교 |

- 사립전문대학

|  | - 동아인재대학 |

- 고등학교

|  | - 영암고등학교 - 영암낭주고등학교 - 영암여자고등학교 | - 전남에너지고등학교 - 구림공업고등학교 - 삼호고등학교 |

- 중학교

|  | - 구림중학교 - 삼호서중학교 - 삼호중학교 | - 시종중학교 - 신북중학교 - 영암금정중학교 | - 영암낭주중학교 - 영암도포중학교 - 영암미암중학교 | - 영암서호중학교 - 영암여자중학교 - 영암중학교 |

- 특수학교

|  | - 소림학교 | - 은광학교 |

## FM 라디오 주파수 방송 목록
- 88.1 - 광주KBS 제2라디오 해피FM (해남 대둔산)
- 88.3 - 전주KBS 제1라디오 (구례 노고단)
- 89.1 - 목포MBC 표준FM (해남 대둔산)
- 89.7 - BBS 광주불교방송 (광주 무등산)
- 90.5 - 광주KBS 제1라디오 (광주 무등산)
- 91.5 - 광주MBC FM4U (광주 무등산)
- 92.3 - 광주KBS 클래식FM (광주 무등산)
- 93.1 - febc 광주극동방송 (광주 무등산)
- 93.9 - 광주MBC 표준FM (광주 무등산)
- 94.7 - 남도국악방송 (해남 대둔산)
- 95.1 - 광주MBC FM4U (구례 노고단)
- 95.5 - 광주KBS 제2라디오 해피FM (광주 무등산)
- 96.5 - KFN 라디오 (광주 무등산)
- 97.3 - TBN 광주교통방송 (광주 무등산)
- 98.1 - 광주CBS 음악FM (광주 무등산)
- 98.3 - 목포KBS 클래식FM (목포 양을산)
- 98.7 - GGN 글로벌광주방송 (광주 무등산)
- 99.3 - 광주국악방송 (광주 무등산)
- 99.9 - cpbc 광주가톨릭평화방송 (광주 무등산)
- 100.5 - febc 목포극동방송 (목포 양을산)
- 101.1 - 광주kbc 마이FM (광주 무등산)
- 101.7 - 전주MBC 표준FM (구례 노고단)
- 102.3 - 목포MBC FM4U (목포 양을산)
- 103.1 - 광주CBS 표준FM (광주 무등산)
- 104.1 - EBS 라디오 (해남 대둔산)
- 104.5 - 전주KBS 클래식FM (구례 노고단)
- 105.3 - EBS 라디오 (광주 무등산)
- 105.9 - 목포KBS 제1라디오 (해남 대둔산)
- 106.7 - EBS 라디오 (목포 양을산)
- 106.9 - EBS 라디오 (장흥)
- 107.5 - EBS 라디오 (구례 노고단)
- 107.9 - WBS 광주원음방송 (광주 무등산)

## 자매 도시
- 대한민국 서울특별시 영등포구
- 대한민국 경상남도 산청군
- 미국 캘리포니아주 샌프란시스코
- 일본 오사카부 히라카타시